# Elecciones estatales de Sinaloa de 1995
Las elecciones estatales de Sinaloa se realizaron el domingo 12 de noviembre de 1995, y en ellas se renovaron los siguientes cargos de elección popular:
- 40 diputados del Congreso del Estado. De ellos 24 son electos por mayoría relativa y 16 por representación proporcional.
- 18 ayuntamientos. Compuestos por un presidente municipal y sus regidores. Electos para un periodo de tres años, no reelegibles para el periodo siguiente.

## Ayuntamientos

Distribución de las alcaldías de Sinaloa por partido político.

|  | 42.72 % |

|  | 40.85 % |

|  | 11.63 % |

|  | 1.16 % |

|  | 0.61 % |

|  | 0.35 % |

|  | 0.30 % |

|  | 97.43 % |

|  | 2.57 % |

|  | 59.20 % |

#### Ayuntamiento de Ahome
|  | 48.69 % |

|  | 40.90 % |

|  | 5.17 % |

|  | 1.46 % |

|  | 0.62 % |

|  | 0.27 % |

|  | 97.12 % |

|  | 2.88 % |

#### Ayuntamiento de Concordia
|  | 48.26 % |

|  | 45.01 % |

|  | 2.12 % |

|  | 1.37 % |

|  | 0.31 % |

|  | 0.07 % |

|  | 97.15 % |

|  | 2.85 % |

#### Ayuntamiento de Cosalá
|  | 54.23 % |

|  | 40.09 % |

|  | 0.85 % |

|  | 0.61 % |

|  | 0.09 % |

|  | 0.07 % |

|  | 95.94 % |

|  | 4.06 % |

#### Ayuntamiento de Culiacán
|  | 49.48 % |

|  | 40.04 % |

|  | 5.99 % |

|  | 1.32 % |

|  | 0.52 % |

|  | 0.39 % |

|  | 97.74 % |

|  | 2.26 % |

#### Ayuntamiento de Choix
|  | 51.27 % |

|  | 44.47 % |

|  | 0.69 % |

|  | 0.52 % |

|  | 0.42 % |

|  | 0.14 % |

|  | 97.51 % |

|  | 2.49 % |

#### Ayuntamiento de Escuinapa
|  | 47.71 % |

|  | 32.83 % |

|  | 13.92 % |

|  | 1.93 % |

|  | 1.30 % |

|  | 0.12 % |

|  | 97.81 % |

|  | 2.19 % |

#### Ayuntamiento de El Fuerte
|  | 48.07 % |

|  | 43.21 % |

|  | 4.46 % |

|  | 0.58 % |

|  | 0.34 % |

|  | 0.10 % |

|  | 96.76 % |

|  | 3.24 % |

#### Ayuntamiento de Mazatlán
|  | 45.89 % |

|  | 43.65 % |

|  | 5.14 % |

|  | 1.26 % |

|  | 0.85 % |

|  | 0.61 % |

|  | 97.40 % |

|  | 2.60 % |

#### Ayuntamiento de Mocorito
|  | 46.84 % |

|  | 42.79 % |

|  | 3.60 % |

|  | 0.24 % |

|  | 0.21 % |

|  | 0.13 % |

|  | 93.81 % |

|  | 6.19 % |

#### Ayuntamiento de Salvador Alvarado
|  | 55.44 % |

|  | 37.61 % |

|  | 2.61 % |

|  | 0.59 % |

|  | 0.49 % |

|  | 0.16 % |

|  | 96.90 % |

|  | 3.10 % |

#### Ayuntamiento de San Ignacio
|  | 67.95 % |

|  | 24.02 % |

|  | 1.86 % |

|  | 1.17 % |

|  | 0.10 % |

|  | 0.09 % |

|  | 95.19 % |

|  | 4.81 % |

#### Ayuntamiento de Sinaloa
|  | 48.91 % |

|  | 36.75 % |

|  | 8.73 % |

|  | 0.98 % |

|  | 0.81 % |

|  | 0.18 % |

|  | 96.34 % |

|  | 3.66 % |

#### Ayuntamiento de Navolato
|  | 40.85 % |

|  | 40.14 % |

|  | 11.52 % |

|  | 2.96 % |

|  | 1.74 % |

|  | 0.16 % |

|  | 97.37 % |

|  | 2.63 % |

## Congreso del Estado

Diputados LV Legislatura del Congreso del Estado de Sinaloa.

|  | 42.29 % |

|  | 39.06 % |

|  | 12.91 % |

|  | 1.45 % |

|  | 0.68 % |

|  | 0.65 % |

|  | 2.96 % |

|  | 100 % |